# Hajj
El hajj (àrab: حَجّ, ḥajj, ‘pelegrinatge’) és el pelegrinatge que realitzen els musulmans als llocs sants de la Meca i al seu terme sagrat (al-balad al-haram) durant el mes de dhu-l-hijja. Es tracta del cinquè pilar de l'islam i s'ha d'efectuar almenys un cop a la vida, tot i que només és preceptiu per a aquells fidels que, estant capacitats, disposin de mitjans per a poder-lo fer.
La visita estricta als llocs sants de la Meca s'anomena pelegrinatge menor o umra, i té l'objectiu essencial de la visita al temple de la Kaba, la casa de Déu, que, per als musulmans, és el centre del món. El hajj, o gran pelegrinatge, consisteix a complir els rituals del pelegrinatge menor (els relacionats amb la Kaba) i, a més, també visitar els tres espais sagrats situats a la rodalia de la Meca: Mina, Muzdàlifa i Arafat, durant els dies que van del 8 al 13 del mes de dhu-l-hijja (darrer mes del calendari islàmic)

## Ritual de la Kaba

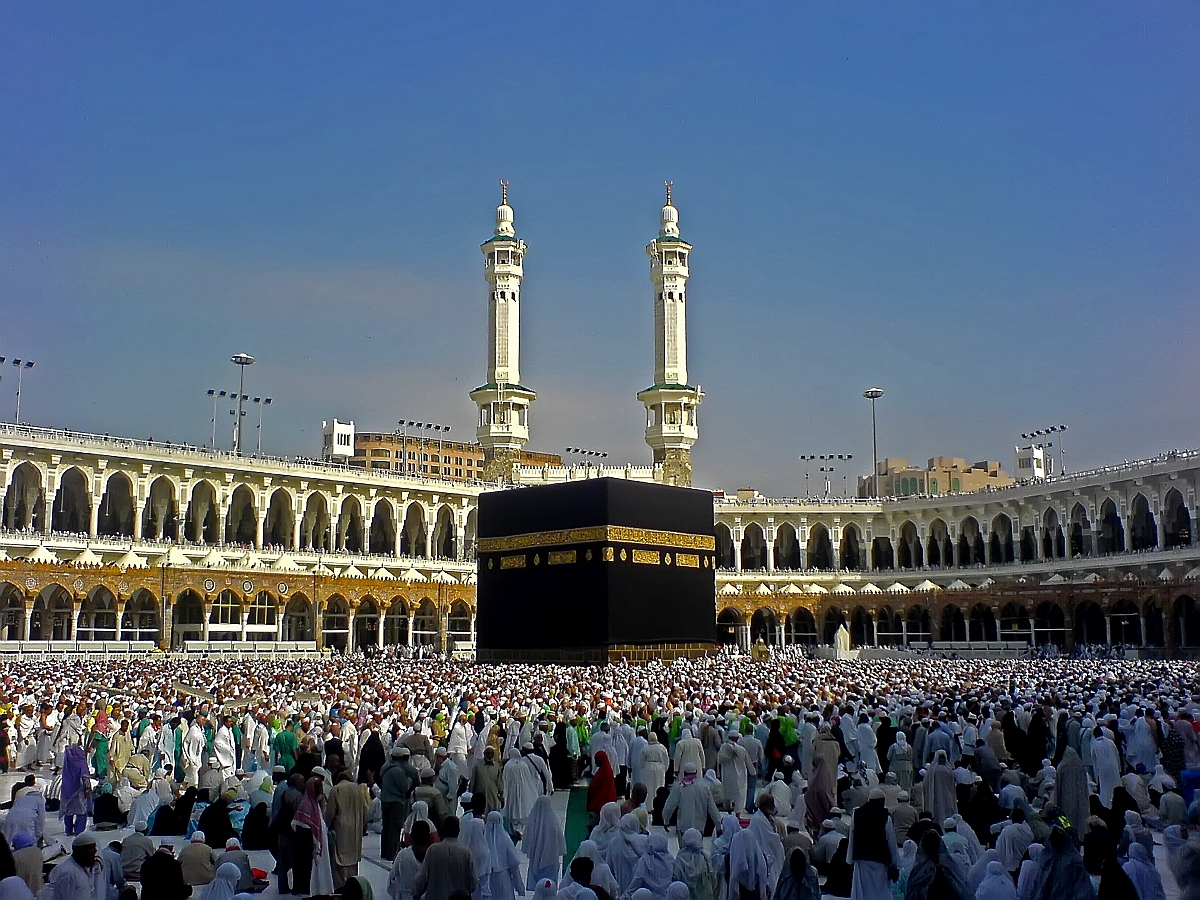
Pelegrins al voltant de la Kaba

Els pelegrins que arriben a la Meca han de complir el ritu del tawaf, és a dir, fer set voltes al voltant de la Kaba i tocar, finalment, la Pedra Negra situada en un angle exterior. La Kaba, que està majestuosament coberta de vels de seda negra amb or brodat, es troba al centre d'una permanent multitud de fidels que gira al voltant seu i que recita la fórmula ritual de la talbiya.
També, en aquest mateix indret, l'islam hi situa tant l'escenari del sacrifici d'Abraham com el lloc on Agar, l'esposa d'Abraham, i el seu fill Ismael van ser repudiats per Abraham i gairebé van morir de set en el rigorós clima del desert. Aquest fet donà lloc a un altre dels ritus més importants de l'umra: el say, que consisteix a fer set cops les anades i tornades entre dos punts de la ciutat, el Mont as-Safa i el Mont al-Marwah, rememorant les corredisses que va fer Agar responent als precs d'aigua del seu fill agonitzant, fins que, finalment, quan va tornar on l'esperava Ismael, va trobar que un àngel havia fet brollar una font, el mític pou de Zamzam, que els va salvar la vida.
Per tal de complir amb totes aquestes obligacions rituals, el pelegrí ha de vestir l'ihram, un hàbit blanc especial, sense plecs ni costures, que el santifica i l'obliga a abstenir-se de relacions sexuals, afaitar-se o empolainar-se, mirar-se al mirall, dur cap tipus d'arma, discutir, mentir o blasfemar, cobrir-se el cap (els homes) o el rostre (les dones), fer-se sang, cercar una ombra, matar cap animal o arrencar cap planta, a fi de respectar al màxim el caràcter sagrat de l'espai que està visitant.

## Altres rituals

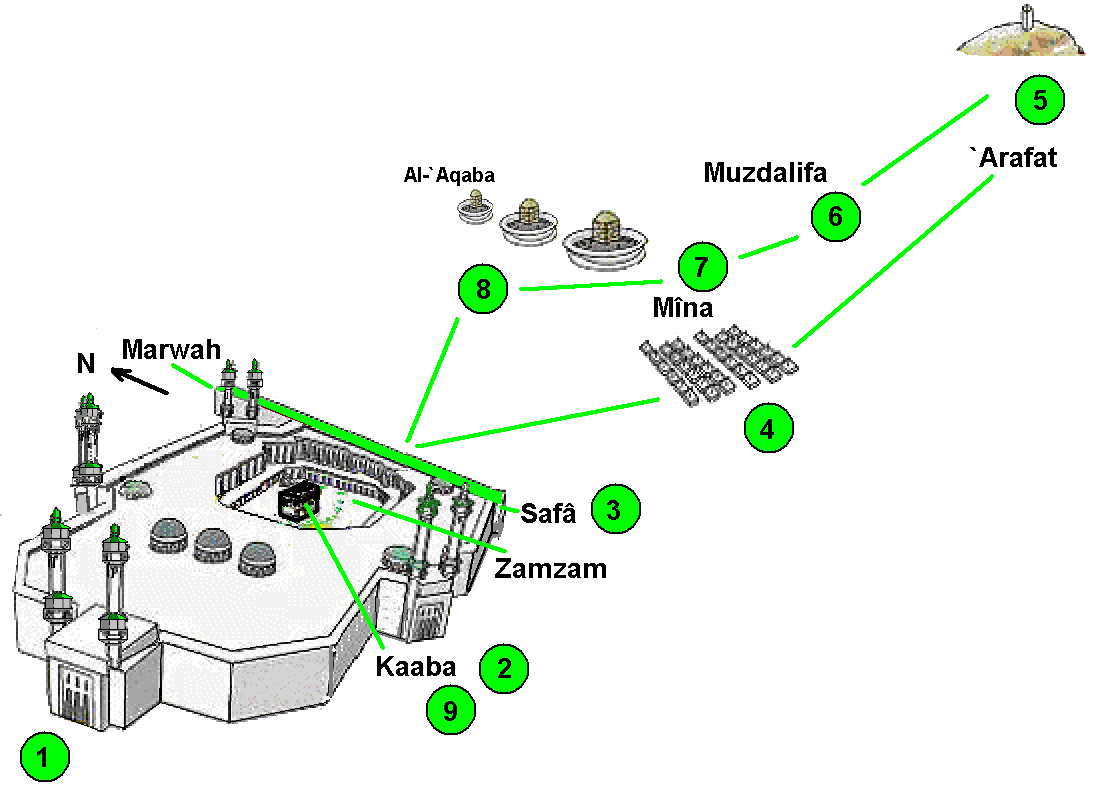
Etapes del pelegrinatge a la Meca

Els pelegrins deixen la Meca el dia 8 al matí, van a passar la nit a Mina i el dia 9 arriben ben d'hora a la plana al peu de la muntanya sagrada d'Arafat, a setze quilòmetres a l'est de la ciutat, on els fidels, entre la pregària del migdia i la de la tarda, es recullen en actitud submisa davant de Déu. En pondre's el sol, comença l'anada vers Muzdàlifa, a mig camí entre Arafat i Mina, tot refent el camí cap a la Meca. Allà s'acampa i s'hi passa la nit, es prega, es fan fogueres i es malda per fer el màxim soroll possible, tot seguint una antiquíssima tradició que es remunta a l'època preislàmica i que feia de Muzdàlifa el santuari central de Quza, el déu del tro i de la pluja.
El dia 10 és el yawm an-Nahr, el dia culminant del hajj, en el qual el pelegrí abandona Muzdàlifa a primera hora del matí amb la finalitat d'arribar a Mina, on commemora la Festa del Sacrifici, celebrada al mateix temps a tot el món islàmic, durant la qual immola una ovella, una cabra o un camell. També a Mina, els pelegrins lapiden els Pilars del Diable, tot llançant set pedres, portades des de Muzdàlifa, contra unes columnes, amb la finalitat d'expulsar els mals esperits. Acabats aquests rituals, el pelegrí es fa tallar els cabells i s'afaita, en acció de gràcies a la divinitat, i tot seguit emprèn el camí de tornada definitiu a la Meca, on durà a terme el tawaf al-Ifada, una darrera circumval·lació al voltant de la Kaba.
Els dies 11, 12 i 13 de dhu-l-hijja són dies de celebració per haver complert tot el prescrit i en què s'aturen les interdiccions imposades per l'ihram, l'hàbit blanc de santificació.

## Història
El hajj es documenta des dels principis de l'islam, però els musulmans daten la tradició als temps d'Abraham. Durant l'edat mitjana els diferents governants pagaven caravanes massives perquè els seus súbdits poguessin fer la peregrinació sagrada, sovint escortades per fer front als possibles assaltants o als perills del camí. Així es van crear les darb al-hajj, les rutes del hajj, que van suposar una font d'enriquiment per a les poblacions de pas.